# Tetsuwan Tantei Robotack
Tetsuwan Tantei Robotack ( 鉄腕探偵ロボタック Tetsuwan Tantei Robotakku) é um seriado Tokusatsu criado pela Toei. Foi a última série da franquia dos Metal Hero sucedendo B-Robo Kabutack. Ele estreou em 8 março de 1998, na semana seguinte ao episódio final do B-Robo Kabutack e terminou em 24 de janeiro de 1999. A partir de 1999, o horário passou a ser ocupado por outra série, Moero!! Robocon.

## História
Harappa é um planeta habitado por robôs, que manda o Detetive Blindado Robotack e outros dois robôs para acharem o tesouro Landtool na Terra. Ele conhece Kakeru Sugi e seu tio Kaoru (que tem uma agência de detetive particular). Existe também uma agência de detetives onde trabalham robôs do mal (Gold Platinum, composta por Torabolt, Darkrow e Kabados), que disputam a posse do Landtool contra Robotack.

## Elenco
- Kakeru Yukiyanagi - Etsuya Murakami (村上 悦也, Murakami Etsuya)
- Misaki Tachibana - Mei Kurokawa (黒川 芽以, Kurokawa Mei)
- Kaoru Sugi - Hiroo Ōtaka (大高 洋夫, Ōtaka Hiroo)
- Shigeru Sakaki - Yū Yoshida (吉田 由, Yoshida Yū)
- Kōta Umeda - Yousuke Okano (岡野 洋祐, Okano Yōsuke)
- Detective Karamatsu - Shoichiro Akaboshi (赤星 昇一郎, Akaboshi Shōichirō)
- Sakurako Takamine - Hitoe Ōtake (大竹 一重, Ōtake Hitoe)
- Saburo Sazanka - Ijiri Okada (イジリー 岡田, Ijirī Okada)
- Dr. Yuichiro Takamine - Yū Numazaki (沼崎 悠, Numazaki Yū)

### Voice actors
- Robotack - Nozomu Sasaki (佐々木 望, Sasaki Nozomu)
- Kamerock - Hideyuki Hori (堀 秀行, Hori Hideyuki)
- Mimeena - Yū Asakawa (浅川 悠, Asakawa Yū)
- Darkrow - Hiroyuki Shibamoto (柴本 浩行, Shibamoto Hiroyuki)
- Kabados - Takehiro Murozono (室園 丈裕, Murozono Takehiro)
- Mog-Lucky - Yūko Mita (三田 ゆう子, Mita Yūko)
- Takkard - Toshio Furukawa (古川 登志夫, Furukawa Toshio)
- Torabolt - Kappei Yamaguchi (山口 勝平, Yamaguchi Kappei)
- Speedam/Speedy Wonder - Ryo Horikawa (堀川 りょう, Horikawa Ryō) (Played as "堀川 亮")
- Mightburn/Mighty Wonder - Naoki Tatsuta (龍田 直樹, Tatsuta Naoki) (Played as "竜田 直樹")
- Baby Elephant Robots - Hiromi Nishikawa (西川 宏美, Nishikawa Hiromi)
- Master Ranking - Tamio Ōki (大木 民夫, Ōki Tamio)
- Elder - Yutaka Ōyama (大山 豊, Ōyama Yutaka)

### Vozes
- Robotack - Naoko Kamio (神尾 直子, Kamio Naoko) (1st), Fukuko Azuma (東 福子, Azuma Fukuko) (2nd)
  - Robotack (Special Mode) - Hideaki Kusaka (日下 秀昭, Kusaka Hideaki)
- Kamerock - Takeshi Miyazaki (宮崎 剛, Miyazaki Takeshi)
- Mimeena - Keiko Hashimoto (橋本 恵子, Hashimoto Keiko)
- Darkrow - Yasuhiko Imai (今井 靖彦, Imai Yasuhiko)
- Kabados - Toshihiro Ogura (小倉 敏博, Ogura Toshihiro)
- Mog-Lucky - Takeshi Mizutani (水谷 健, Mizutani Takeshi)
- Takkard - Kouji Matoba (的場 耕二, Matoba Kōji)
- Torabolt - Naoko Kamio
  - Torabolt (Special Mode) - Toshiyuki Kikuchi (菊地 寿幸, Kikuchi Toshiyuki)
- Speedam/Speedy Wonder - Keizo Yabe (矢部 敬三, Yabe Keizō)
- Mightburn/Mighty Wonder - Yoshimasa Chida (千田 義正, Chida Yoshimasa)